# قطار گردشگری
قطار گردشگری، شکل سوم کاربرد قطار علاوه بر جابجایی بار و مسافر است. در قطارهای گردشگری، هدف رسیدن به مقصد نیست، بلکه نفس سفر و گردش هدف اصلیست. لذا در این قطارها سرعت سیر و زمان، نقش بسیار کمرنگی دارند.

## هدف
بسیاری از راه‌آهن‌های بزرگ جهان، هدف از راه‌اندازی قطارهای توریستی را تنها کسب درآمد و مسایل اقتصادی نمی‌دانند. بلکه، بسیاری از اینگونه قطارها با هدف شناساندن راه‌آهن کشور به مردم راه‌اندازی شده‌اند. در انگلستان یک قطار گردشگری وجود دارد که بازدید کنندگان را در گشت‌هایی به مقصد موزه راه‌آهن، با تاریخ راه‌آهن این کشور آشنا می‌کند.

## ناوگان
در قطارهای گردشگری، نوع ناوگان به عواملی همچون هدف از سفر، محیط و حال و هوای سفر و طول مدت سفر بستگی دارد. برخی از قطارها به دلیل زمان گشت کوتاه خود (کمتر از نیم ساعت) حتی صندلی هم ندارند و گردشگران به صورت ایستاده به تماشای مناظر اطراف می‌پردازند. در برخی دیگراز این قطارها کوپه‌های بزرگ دونفره با سرویس و حمام اختصاصی وجود دارد. گشت اینگونه قطارها معمولاً چندین روز به طول می‌انجامد. نمای ظاهری ناوگان نیز بستگی به نوع سفر دارد. قطار گردشگری سافاری با نقش زبرا رنگ آمیزی شده‌است. در عوض قطارهای گردشگری وجود دارند که ناوگان آن‌ها ظاهری شبیه به ناوگان اوایل قرن بیستم دارد.

## خط
یکی از مسائل مهم در اینگونه قطارها، انتخاب مسیر آن است. معمولاً مسیرهایی برای این قطارها انتخاب می‌شود که دارای بیشترین جاذبه‌های گردشگری است. در عین حال به لحاظ توقف‌های زیاد قطار توریستی، معمولاً از مسیرهای کم استفاده و دارای ظرفیت خالی زیاد به این منظور استفاده می‌شود. برخی از قطارهای گردشگری تنها در فصول خاصی از سال اقدام به برگزاری گشت می‌نمایند. این امر ممکن است به لحاظ فصلی بودن جاذبه‌های گردشگری مسیر (قطار گردشگری کوه‌های سوئیس) یا به دلیل فصلی بودن جذب توریست در آن کشور باشد.